# Ihtinkijärvi
Ihtinki eller Ihtinkijärvi eller Oihtinkijärvi är en sjö i Finland. Den ligger i kommunen Kuusamo i landskapet Norra Österbotten, i den nordöstra delen av landet, 700 km norr om huvudstaden Helsingfors. Ihtinki ligger 288,5 meter över havet. Den är 15,61 meter djup. Arean är 63 hektar och strandlinjen är 5,86 kilometer lång. Sjön  ingår i Koundaälvens huvudavrinningsområde. 